# 雙色盾豆娘魚
雙色盾豆娘魚（學名：Parma bicolor），為輻鰭魚綱雀鯛科盾豆娘魚屬下的一個種，分布於東印度洋澳洲西南部，位於雷謝什群島和羅特內斯特島之間海域，深度5至40公尺，本魚體呈橢圓形而側扁，吻部圓鈍，體被櫛鱗，身體大部分體色是黄色，只有頭部和前背部是灰藍色和褐色，背鰭和臀鰭邊緣亮藍色，背鰭硬棘14枚、背鰭軟條15-16枚、臀鰭硬棘2枚、臀鰭軟條14-16枚，體長可達14公分，棲息在岩礁，以藻類為食，繁殖期時成對出現，雄魚會守護卵直到孵化，生活習性不明。